# 考穆蒂·耶诺
考穆蒂·耶诺（匈牙利語：Kamuti Jenő，1937年9月17日—），匈牙利男子击剑运动员。他曾代表匈牙利参加1960年、1964年、1968年、1972年和1976年夏季奥林匹克运动会击剑比赛，共获得二枚银牌。